# Teara farenoides
Teara farenoides är en fjärilsart som beskrevs av T.P.Lucas. Teara farenoides ingår i släktet Teara och familjen tandspinnare. Inga underarter finns listade i Catalogue of Life.